# صالح بن مسرح التميمي
صالح بن مسرح التميمي. مؤسس الخوارج الصفرية، والصفرية نسبة إلى صفرة وجهه، وكذلك يتصف أصحابه بصفرة الوجه من طول العبادة، وكثرة الصوم. سكن دارا في الجزيرة العربية، وتنقل بين الموصل، ونصيبين.
دعا أصحابه إلى الخروج على الظلم، فوافق أصحابه، ووفد عليه شبيب الشيباني، وأصبح قائد جيشه. اشتبك مع أمير الجزيرة محمد بن مروان الأموي في معارك.
بعث إليه الحجاجُ بن يوسف الحارث بن عميرة على رأس  3000 مقاتل، فسار إليهم في أرض الموصل وليس مع صالح إلا 90 رجلا وحصلت بينهم وقعت عظيمة صبر فيها الخوارج صبرا شديدًا وقتل صالح بن مسرح في هذه الوقعة وذلك في 17 جمادى الآخرة سنة 76هـ، ثم خلفه شبيب على الخوراج فهزم الحارث بن عميرة ومن معه.